# Focus (revista)
Focus (estilizado: FOCUS) es una revista ilustrada de noticias y un periódico publicado en alemán por Hubert Burda Media. La revista se diseñó como una alternativa a la revista alemana Der Spiegel. A partir del año 2015, la redacción tiene su sede en Berlín. La revista es junto a Stern y Der Spiegel una de las tres revistas semanales alemanas de mayor cobertura en el país. El proyecto fue una idea original de Hubert Burda y Helmut Markwort.